# Casa de Zamoyski

Las posesiones de la familia Zamojski están marcadas en verde.

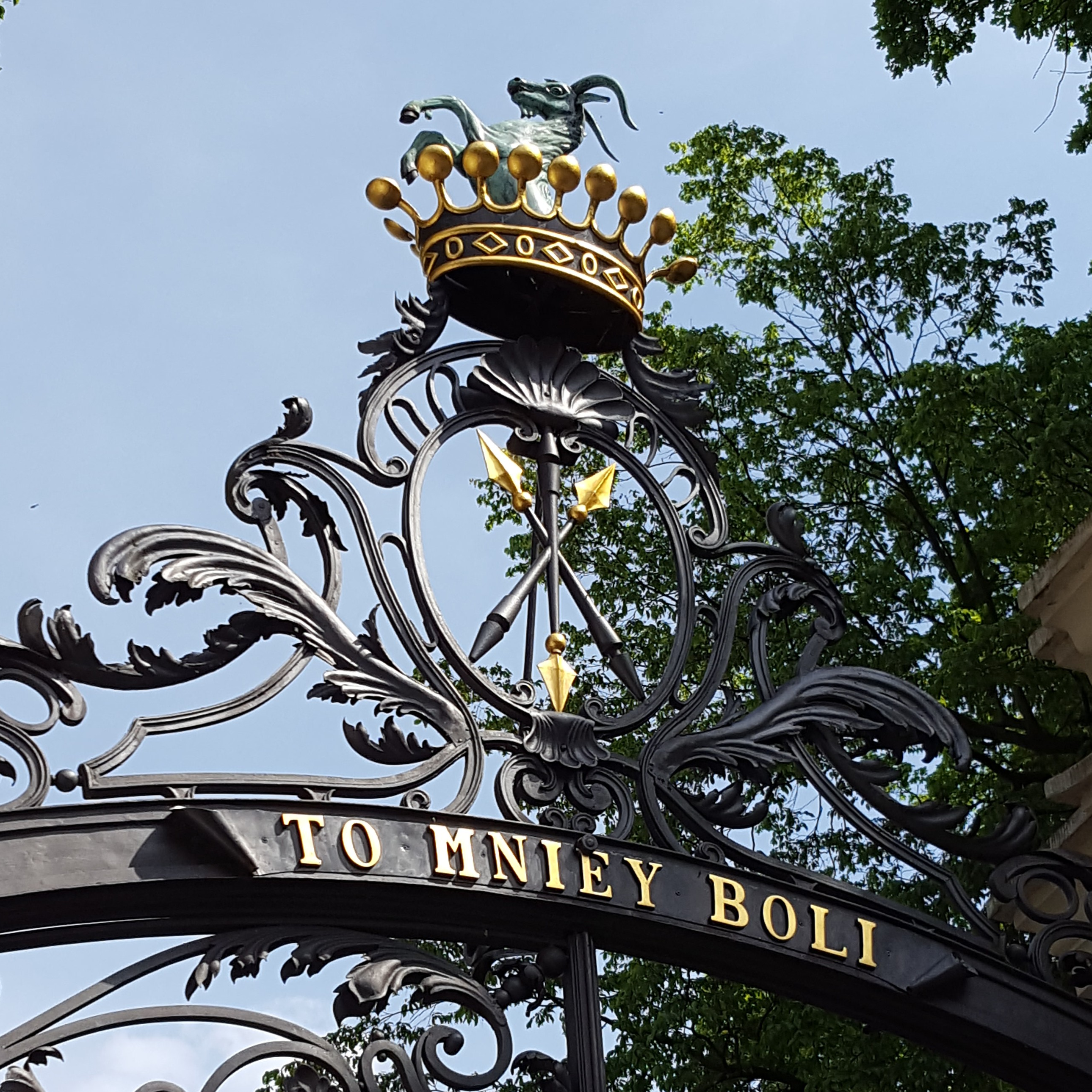
Escudo de armas en la puerta principal del Palacio de Kozłówka.

Zamoyski es el nombre de una familia de la nobleza polaca (szlachta), que llevó el escudo de armas de Jelita.
La familia fue muy influyente en la política polaca a lo largo de varios siglos, y sus miembros ostentaron numerosas distinciones y títulos tales como condados.

## Nombre
Zamoyski corresponde a una ortografía histórica. En polaco actual, la y semivocal se ha sustituido por una j, por lo que algunas personas con este apellido lo escriben Zamojski. La forma femenina es Zamoyska (Zamojska) y el plural polaco es Zamoyscy (Zamojscy).
El apellido es el adjetivo correspondiente a «de Zamość» que designaba a los señores de Zamość al añadir al nombre de la ciudad el sufijo -ski. La evolución del idioma habría acabado simplificando el grupo consonántico resultante: Zamość + -ski > Zamośćski > Zamojski.

## Historia familiar
Los orígenes familiares se remontan a la familia Łaźniński. En el siglo XV, Tomasz Łaźniński adquirió una finca Stary (Viejo) Zamość. Sus hijos Florian (f. 1510) y Maciej adoptaron el apellido Zamoyski, y la influencia de la familia empezó a crecer. El nieto de Florian, Stanisław, fue el castellano de Chełm, y su hijo, Juan Zamoyski, probablemente el miembro más célebre de la familia, ocupó los cargos de canciller y hetman, y fundó el mayorazgo (ordynat) de Zamojski, una amplia propiedad que supuso una importante fuente de riqueza para la familia. Fue el primer titular del mayorazgo de Zamoyski; su hijo Tomasz Zamoyski, segundo titular, también fue canciller. Muchos de sus descendientes ocuparon cargos importantes en la Mancomunidad Polaca-Lituana, a menudo el de voivoda.
En el siglo XVIII, el 10.º mayorazgo, Andrzej Zamoyski, fue el tercer canciller de Polonia en la historia de la familia. Fue uno  de los autores de un plan general de reforma del país, conocido como Código Zamoyski. La familia recibió el título de conde del Emperador del Sacro Imperio Romano Germánico a finales del siglo XVIII. Los hermanos Andrzej Artur Zamoyski y Władysław Stanisław Zamoyski apoyaron los movimientos polacos a favor de recuperar la independencia durante el periodo de las particiones; Władysław fue exiliado tras participar en el Levantamiento de Noviembre, y Andrzej en las postrimerías del Levantamiento de Enero.
El nieto de Andrzej, Maurycy Zamoyski, fue Ministro de Asuntos Exteriores de la Segunda República Polaca durante siete meses en 1924.

## Residencias

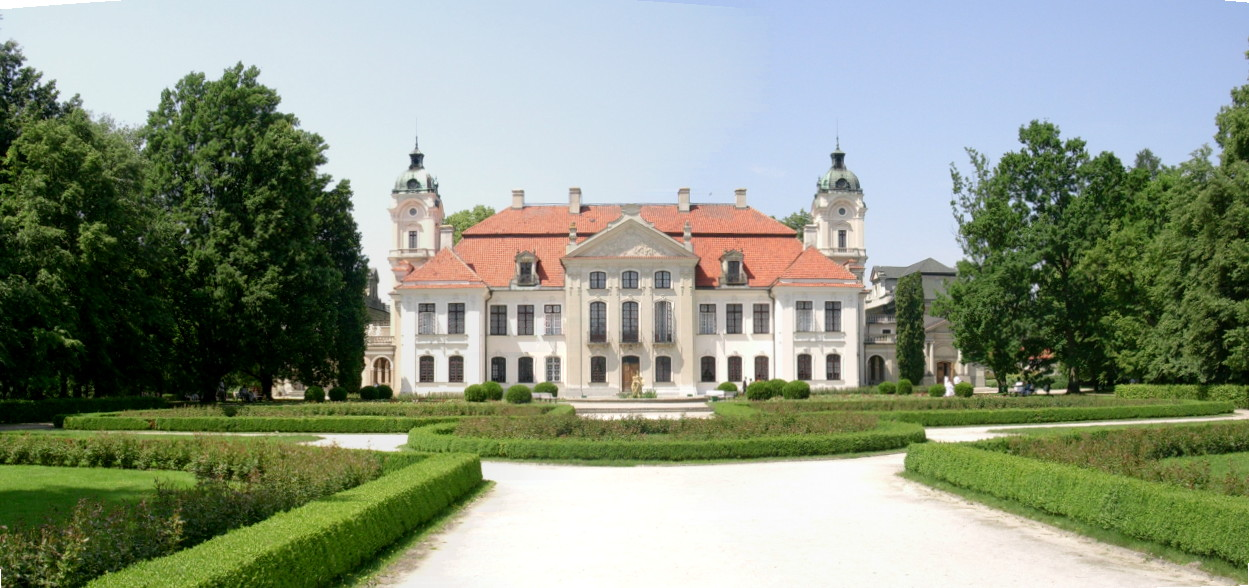
Palacio de Kozłówka
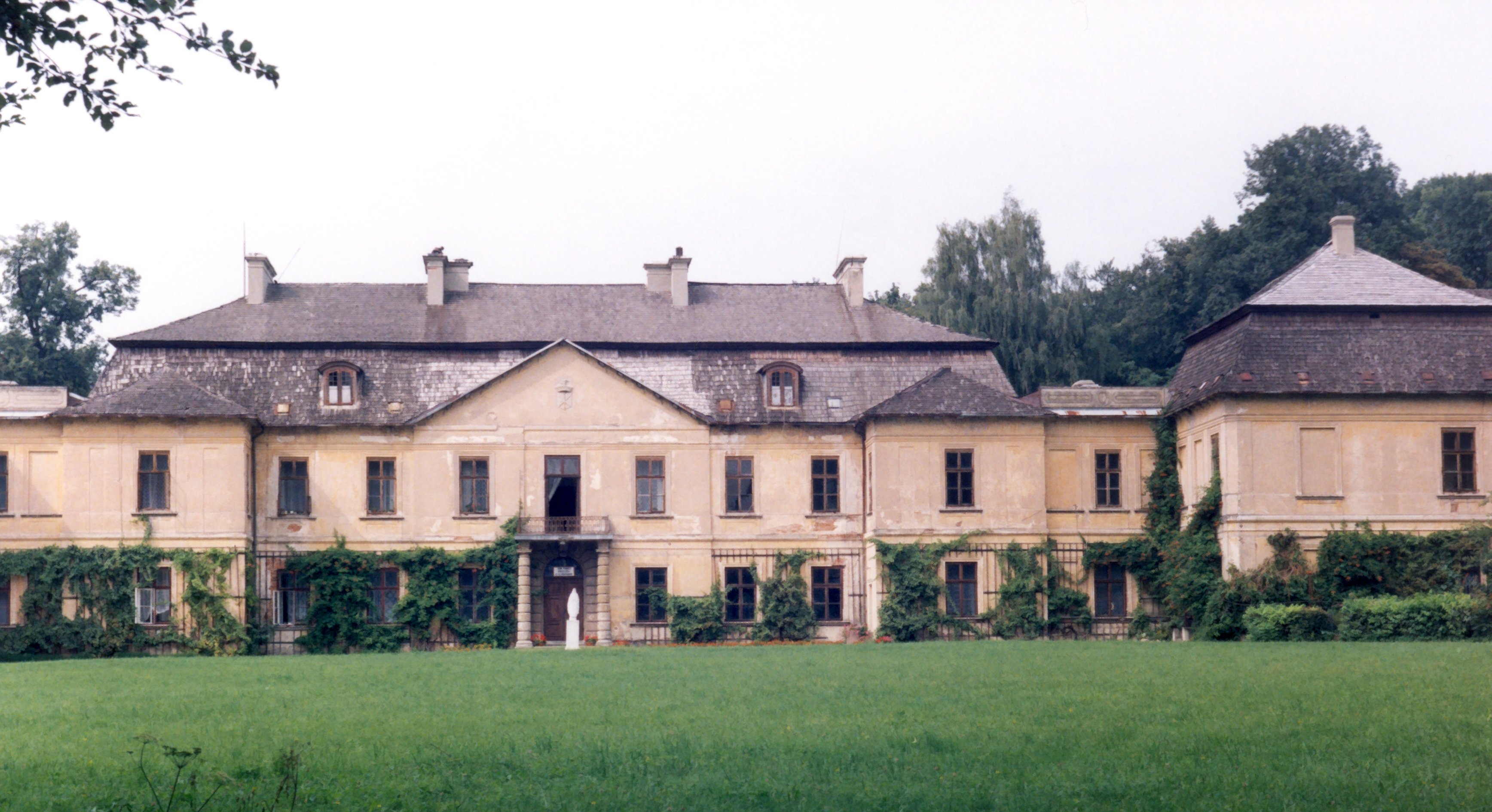
Palacio en Klemensów
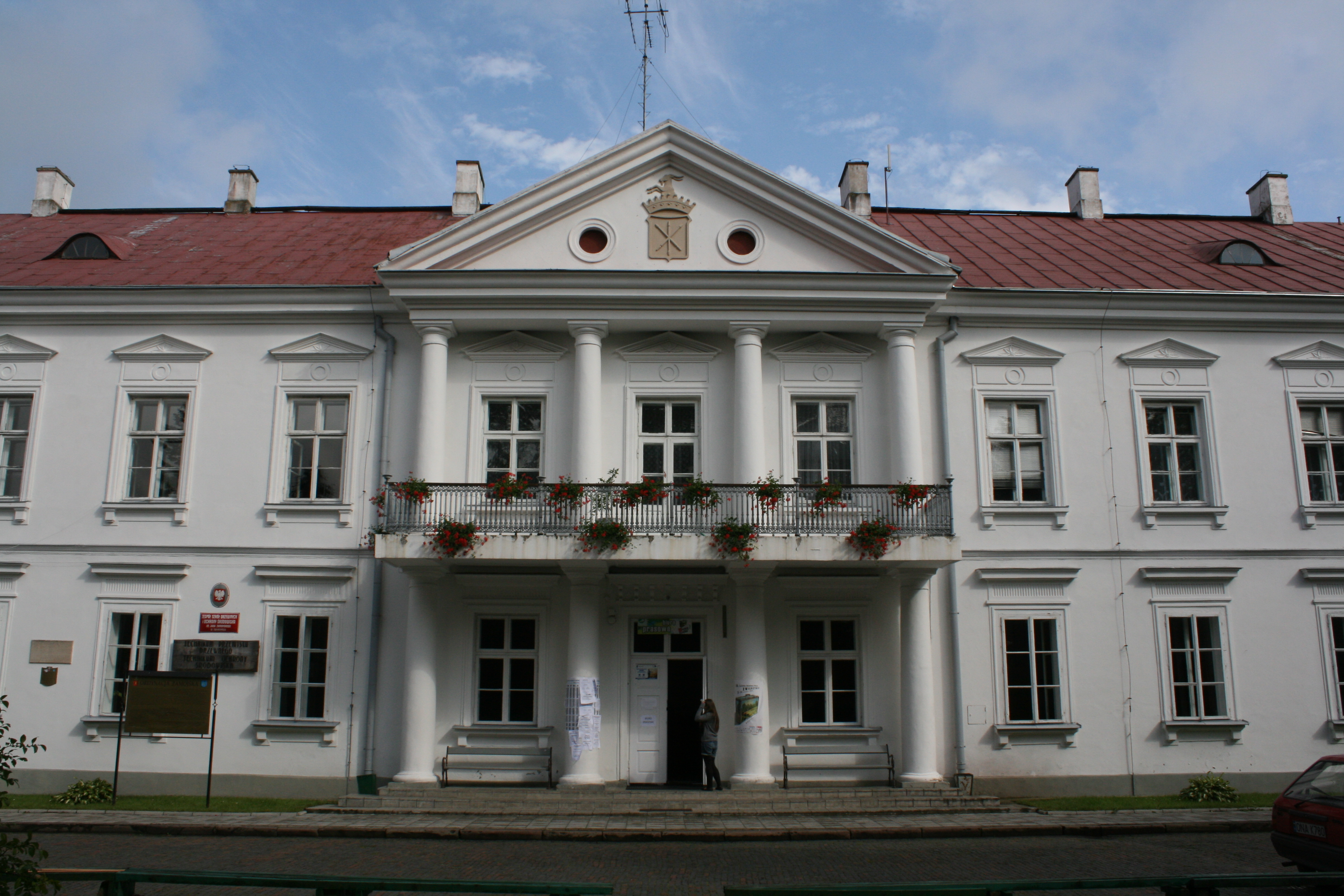
Antigua sede del mayorazgo de Zamoyski en Zwierzyniec
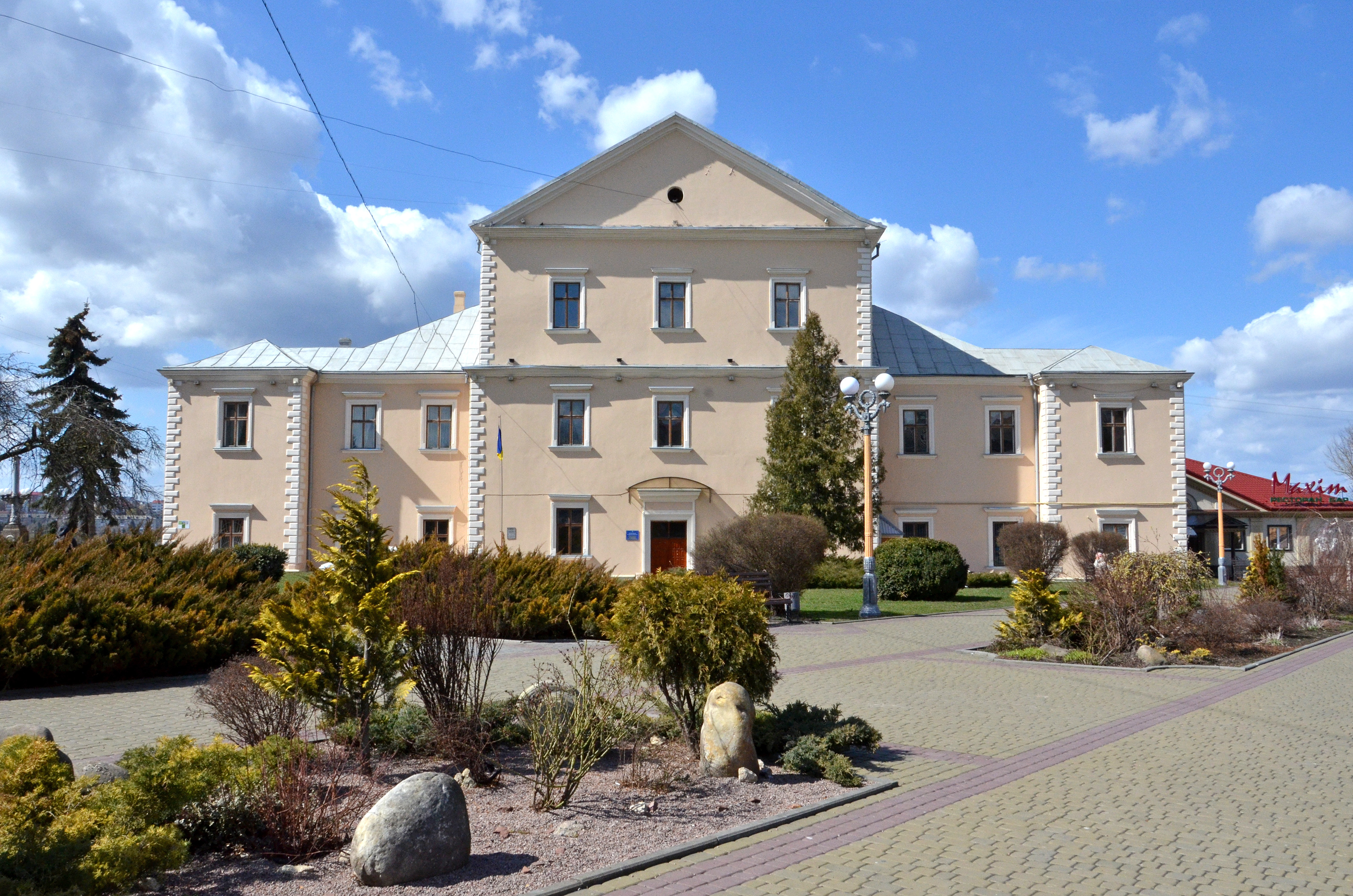
Castillo de Ternópil
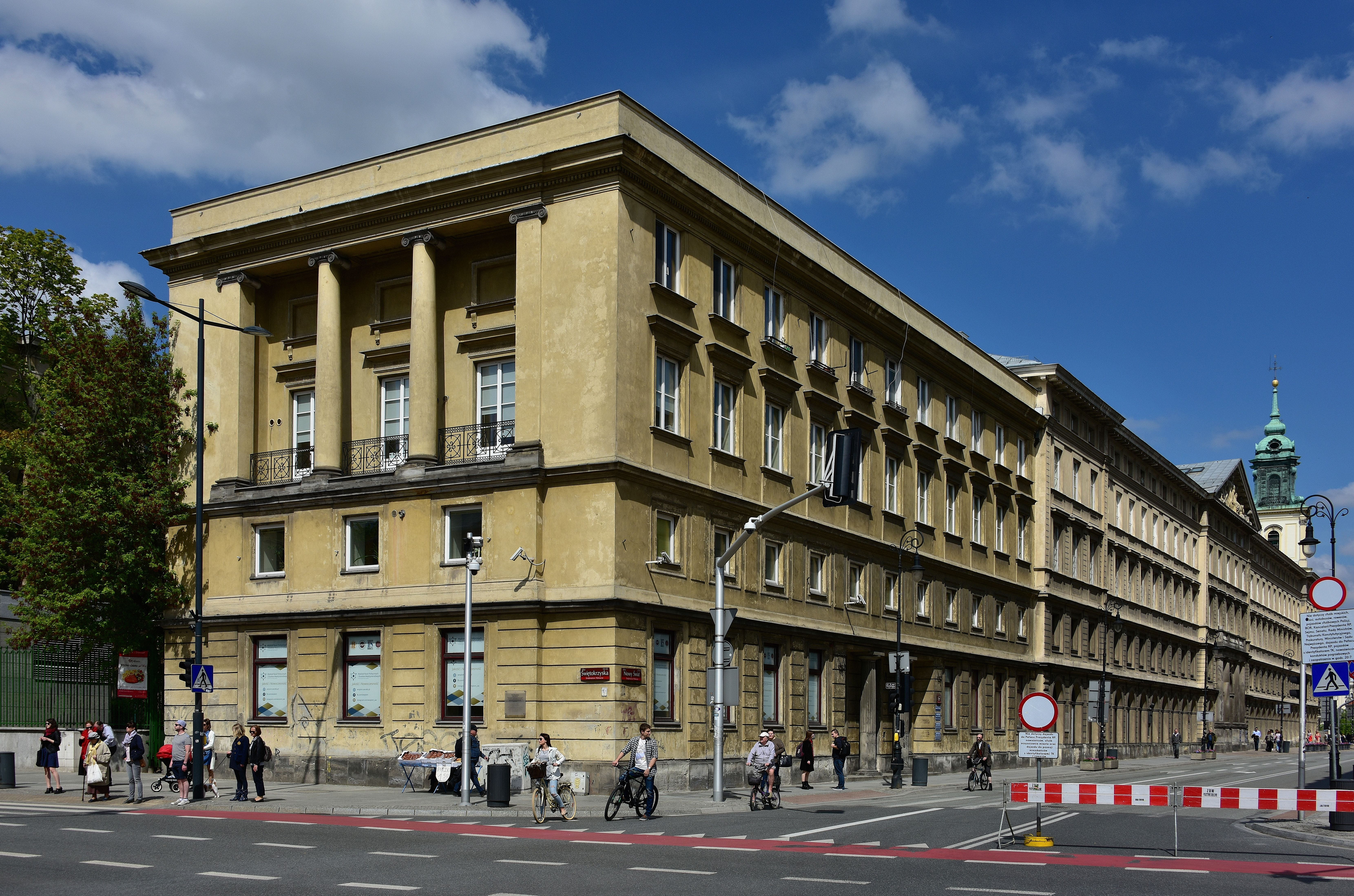
Palacio de Zamoyski en Varsovia
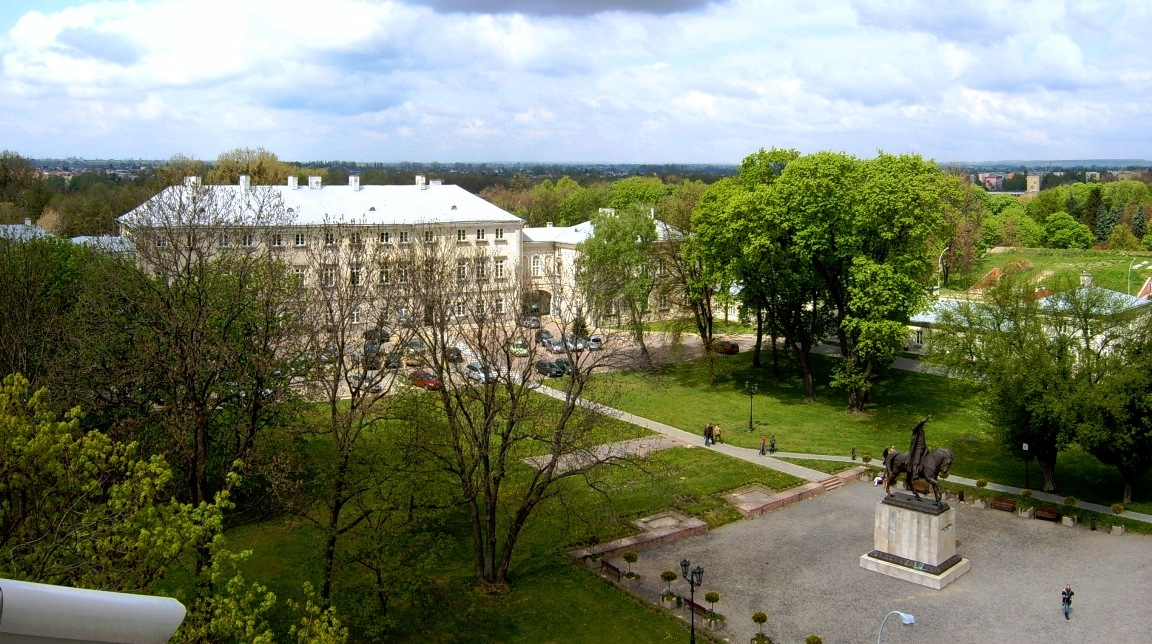
Palacio de Zamoyski en Zamość
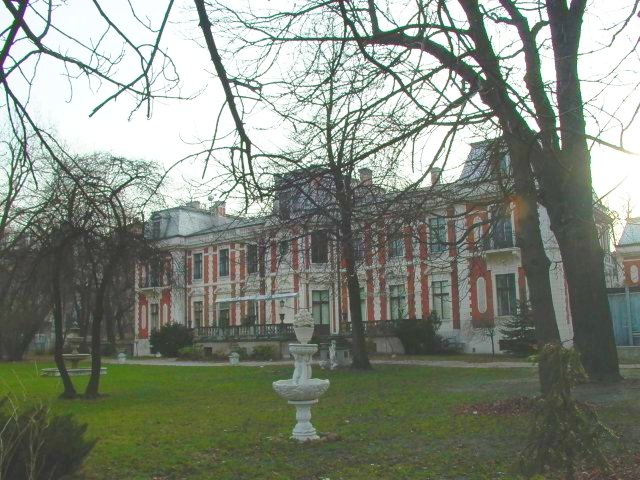
Palacio de Konstanty Zamoyski en Varsovia